# Robert Hustin
Robert Charles Samuel Hustin (ur. 14 października 1886 w Brukseli – zm. 1960 w Uccle) – belgijski piłkarz grający na pozycji bramkarza. Był reprezentantem Belgii.

## Kariera klubowa
Całą swoją karierę piłkarską Hustin spędził w klubie Racing Club de Bruxelles. W sezonie 1903/1904 zadebiutował w jego barwach w pierwszej lidze belgijskiej i grał w nim do 1910 roku. Z klubem tym wywalczył mistrzostwo Belgii w sezonach 1907/1908 oraz dwukrotnie wicemistrzostwo Belgii w sezonach 1904/1905 i 1906/1907.

## Kariera reprezentacyjna
W reprezentacji Belgii Hustin zadebiutował 7 maja 1905 w wygranym 7:0 towarzyskim meczu z Francją, rozegranym w Uccle. Od 1905 do 1909 rozegrał w kadrze narodowej 10 meczów.